# سیارک ۴۱۲۹
سیارک ۴۱۲۹ (به انگلیسی: 4129 Richelen، نامگذاری:1988DM) چهار هزار و صد و بیست و نهمین سیارک کشف شده‌است که در ۲۲ فوریه ۱۹۸۸ کشف شد.
قدر مطلق سیارک برابر ۱۳٫۵۰ است.